# Fichtenzapfenzünsler

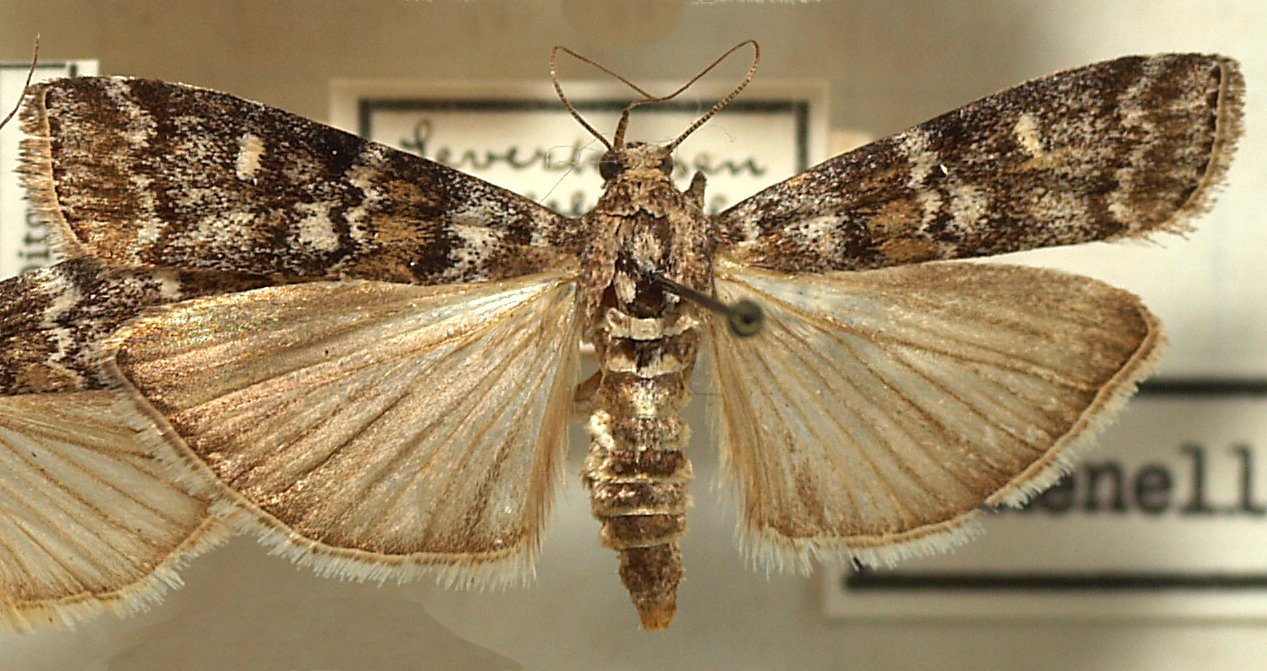
Präparat mit gespannten Flügeln

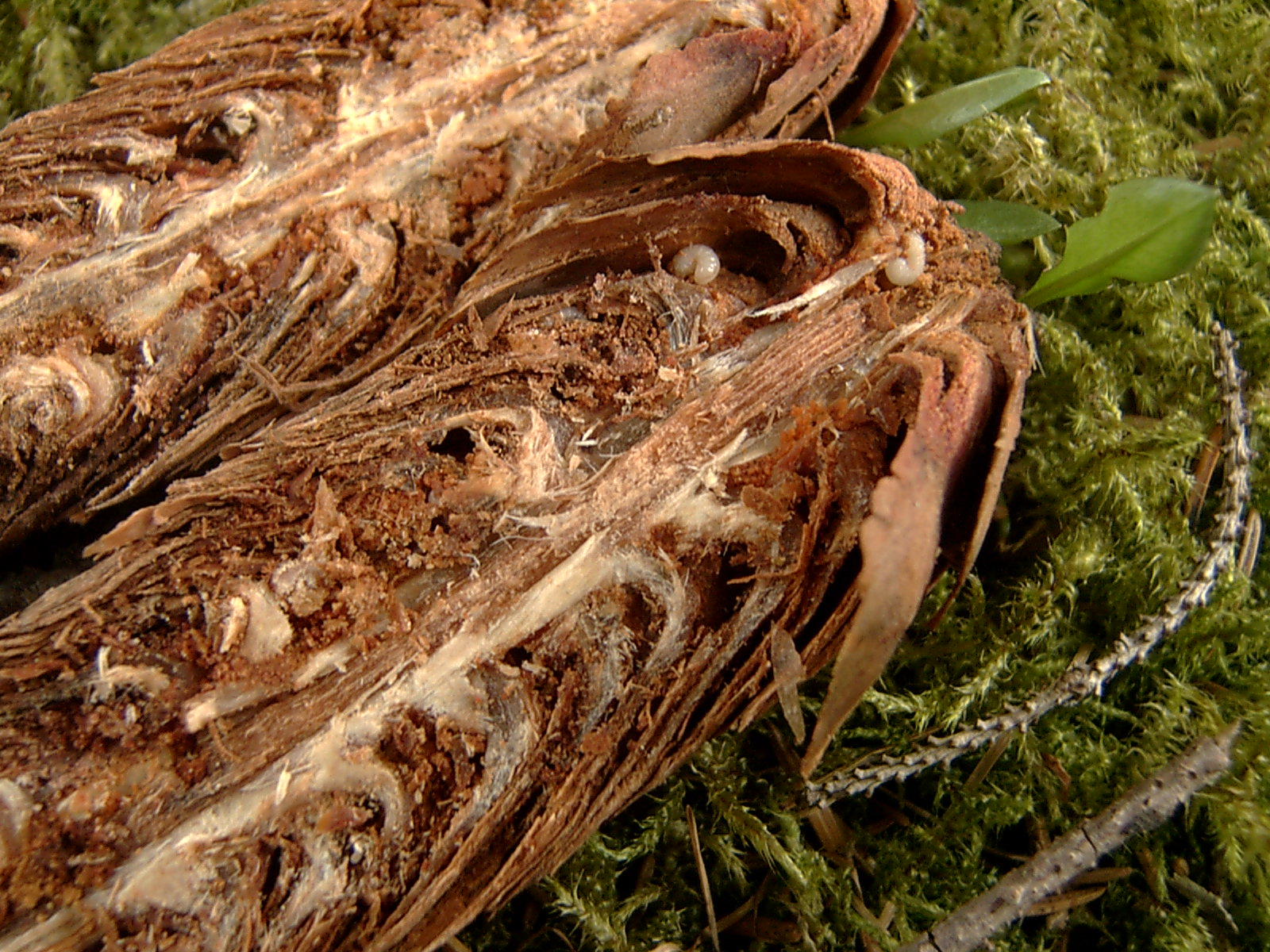
Fichtenzapfen mit Raupen

Der Fichtenzapfenzünsler (Dioryctria abietella) ist ein Kleinschmetterling aus der Familie der Zünsler (Pyralidae). 

## Merkmale
Die Zünsler besitzen eine Flügelspannweite von 25–32 mm. Über ihre grauen Vorderflügel verlaufen mehrere weiße Querbänder. Die relativ breiten Hinterflügel sind weißlich-grau gefärbt. Die bräunlichen Raupen weisen deutliche Längsstreifen auf. Ihr Kopf und Nackenschild sind braunrot gefärbt.

## Ähnliche Arten
Es gibt mehrere sehr ähnliche Arten, darunter Dioryctria schuetzeella und Dioryctria simplicella. Diese unterscheiden sich in Details im Flügelmuster sowie in deren Größe.

## Verbreitung
Der Fichtenzapfenzünsler ist in Europa weit verbreitet. Im Norden reicht sein Vorkommen bis nach Skandinavien, im Süden bis in den Mittelmeerraum (Iberische Halbinsel und Griechenland). In England ist die Art ebenfalls vertreten.

## Lebensweise
Die Flugzeit der Zünsler dauert von Ende Mai bis September. In warmen Sommern kann die Art eine zweite Generation ausbilden. Die Raupen befallen die Zapfen, Triebe und Knospen verschiedener Koniferen, hauptsächlich die der Waldkiefer (Pinus sylvestris). Weitere Wirtspflanzen sind die Monterey-Kiefer (Pinus radiata), die Gemeine Fichte (Picea abies), die Edel-Tanne (Abies procera), die Gewöhnliche Douglasie (Pseudotsuga menziesii) und Lärchen (Larix). Die Überwinterung der Raupen findet in einem Gespinst im Boden statt. Im Frühjahr verpuppen sich die Raupen. In England gilt die Art als sporadischer Migrant. Aus den verharzten Zapfen gefällter Fichten schlüpfen in der Regel Fichtenzapfenwickler sowie in geringerer Anzahl Fichtenzapfenzünsler.

## Taxonomie
Der Art-Epitheton abietella bezieht sich auf die Gemeine Fichte (Picea abies). Dioryctria abietella ist nicht zu verwechseln mit der in Nordamerika vorkommenden Art Dioryctria abietivorella.
In der Literatur finden sich folgende Synonyme:
- Tinea abietella Denis & Schiffermüller, 1775
- Phycis abietella